# Träumen und Wachen, WAB 87
Träumen und Wachen (Rêve et éveil), WAB 87, est une œuvre chorale, que Anton Bruckner a composée en 1890 pour célébrer le 100e anniversaire de la naissance de Franz Grillparzer.

## Historique
Bruckner composé l'œuvre le 15 décembre 1890. Le texte utilisé provient de la fin de l'Acte I du drame Der Traum ein Leben de Franz Grillparzer,,.
L'œuvre a été créée durant la Grillparzer-Feier pour célébrer le 100e anniversaire de la naissance de Grillpatzer (15 janvier 1891). La Wiener Akademisches Gesangverein (association académique des chanteurs de Vienne) avec Franz Schaumann (soliste ténor) l'a exécutée, sous la baguette de Bruckner, dans la salle de bal de l'université de Vienne. Bruckner a dédié l'œuvre à son colocataire Wilhelm Ritter von Hartel, recteur de l'université de Vienne,.
L'œuvre, dont le manuscrit original est conservé à l'archive du chœur exécutant (nom actuel : Universitätssängerschaft 'Barden zu Wien'), a été publiée en 1891 par Theodor Rättig, Vienne, sans l'autorisation de Bruckner. 
En raison de  des difficultés d'exécution rencontrées (fredonnement des voix), Bruckner modifia légèrement la partition le 4 février 1892,.  
L'œuvre est éditée dans le Volume XXIII/2, no 34 de la Bruckner Gesamtausgabe.

## Texte
L'œuvre utilise un texte de la fin de l'Acte I du drame Der Traum ein Leben (La vie est un rêve) de Franz Grillparzer : 
| Schatten sind des Lebens Güter, Schatten seiner Freuden Schar, Schatten Worte, Wünsche, Taten; Die Gedanken nur sind wahr. Und die Liebe, die du fühlest, Und das Gute, das du tust, Und kein Wachen als im Schlafe, Wenn du einst im Grabe ruhst. | Les biens de la vie sont des ombres, Ses joies des ombres, Mots, souhaits et actions des ombres ; Seules les pensées sont vraies. Et l'amour, que vous ressentez, Et le bien, que vous faites, Et l'éveil seulement dans le sommeil, Lorsque vous reposerez dans la tombe. |

## Composition
L'œuvre de 75 mesures en la bémol majeur, de forme A-B-A', est conçue pour chœur d'hommes (TTBB) et soliste ténor,.
Les 24 premières mesures sont chantées par le chœur. À la mesure 25 (Und die Liebe die du fühlest), la partition est reprise en ré bémol majeur par le soliste ténor avec accompagnement des voix en fredonnement. À la mesure 44 (Wenn du einst im Grabe ruhst.), la partition est reprise par le chœur.
À la mesure 52, le chœur répète la première strophe,.

## Discographie
Il y a deux enregistrements de Träumen und Wachen :
- Guido Mancusi, Chorus Viennensis, Herbert Lippert (ténor), Musik, du himmlisches Gebilde! – CD : ORF CD 73, 1995
- Thomas Kerbl, Männerchorvereinigung 12, Michael Nowak (ténor) Weltliche Männerchöre – CD : LIVA054, 2012

## Sources
- Anton Bruckner – Sämtliche Werke, Band XXIII/2: Weltliche Chorwerke (1843-1893), Musikwissenschaftlicher Verlag der Internationalen Bruckner-Gesellschaft, Angela Pachovsky et Anton Reinthaler (Éditeurs), Vienne, 1989
- Cornelis van Zwol, Anton Bruckner 1824-1896 – Leven en werken, uitg. Thot, Bussum, Pays-Bas, 2012.  (ISBN 978-90-6868-590-9)
- Uwe Harten, Anton Bruckner. Ein Handbuch. Residenz Verlag, Salzbourg, 1996.  (ISBN 3-7017-1030-9).